# Sway
«Sway» англійськомовна версія «Quién será?», інструметальне мамбо створене мексиканськими композиторами Luis Demetrio і Pablo Beltran Ruiz. Найбільш відому версію записав Dean Martin в 1954, автор слів англійською Norman Gimbel. З того часу пісня була багаторазово переспівана і записана у різних версіях.

## Cover-версії на пісню

### Оригінальні виконання
- 1953 — Pablo Beltrán Y Su Orchestra (на іспанській)
- 1954 — Dean Martin, на Capitol Records

### Англійські й іспанські версії
«Quién será?» and «Sway» переспівані різними виконавцями і в різних стилях. Це список найвідоміших версій.
- 1954 — Eileen Barton, на Coral Records
- 1959 — Rosemary Clooney і Perez Prado, з A Touch of Tabasco
- 1960 — Bobby Rydell, Capitol Recording Studios, NYC
- 1961 — Бен Кінг, з Spanish Harlem
- 1963 — Cliff Richard, з When In Spain
- 1963 — Julie London, з Latin in a Satin Mood
- 1997 — Brent Spiner, саундтрек до фільму Out to Sea
- 1998 — Anita Kelsey, з фільму Темне місто
- 1999 — Shaft, під назвою «(Mucho Mambo) Sway»
- 2003 — Michael Bublé, з альбому Michael Bublé
- 2003 — Peter Cincotti, з іменного альбому Peter Cincotti
- 2004 — Arielle Dombasle, альбом 2004 року Amor Amor
- 2006 — Claire Johnston, фронтмен гурту Mango Groove. З альбому album Africa Blue.[1]
- 2007 — Puppini Sisters, Betcha Bottom Dollar
- 2007 — Jennifer Lopez
- 2009 — Haifa Wehbe
- 2010 — Paul Byrom з Celtic Thunder
- 2011 — Hooshmand Aghili, іранський виконавець
- 2011 — Donald Braswell II, альбом 2011 року, Unchained.
- 2011 — 1950 & The Chu Chi Girls ft Hayley Jo, The Chu Chi sway

### Живі виконання
- 2007 — Melinda Doolittle на American Idol
- 2009 — Joe McElderry на UK The X Factor
- 2011 — Sooyoung відомої групи girl group Girls' Generation The Pussycat Dolls, яке пізніше ввійшло в альбом 2011 Girls' Generation Tour
- 2013 — Luis Miguel вживу на Curacao North Sea Jazz Festival
- 2014 — Ivi Adamou, Elisavet Spanou і Courtney Parker на the MadWalk 2014

### Інструментальні версії
- 1955 — Noro Morales, Swinging With Noro
- 1956 — Les Baxter, з Caribbean Moonlight, на Capitol, catalog number T 733
- 1962 — Perez Prado. з Twist Goes Latin, on RCA Victor,
- 1965 — Michael Danzinger, з Piano Cocktail: Long Drink 6,
- 1965 — Clare Fischer, з Manteca!, на Pacific Jazz
- 2001 — Cliff Habian, з Havana Sunset, на Azica Records
- 2006 — Bill McGee, з Chase the Sunset, on Funtown
- 2007 — David Grisman, Frank Vignola, Robin Nolan & Frank Papillo, з The Living Room Sessions, на Acoustic Disc
- 2011 — Frank Vignola & Friends, на Playing the Standards (Swing Classics by Cole Porter, Johnny Mercer, Rodgers & Hammerstein and More), на Hyena Records
- 2012 — Wolfgang Russ & A-Train, з Nice & Sweet, на Chaos, catalog number LC 07326